# Dolmens du Clau-deï-Meli
Les dolmens du Clau-deï-Meli sont deux dolmens situés à Forcalquier, dans le département des Alpes-de-Haute-Provence en France.

## Description
Les deux dolmens ont été élevés sur la crête de Roche-Ruine. Ils sont distants de 700 m environ. Ils ont été construits en calcaire local qui abonde sous forme de grandes dalles naturelles dans les environs. Les deux édifices ont été pillés et vidés de tout contenu à une date indéterminée.

### Dolmenno1
C'est un petit dolmen rectangulaire long de 3,40 m et large de 1,90 m pour une hauteur maximale hors sol de 1,20 m. La chambre sépulcrale est délimitée par deux grandes orthostates côté nord et deux plus petites côté sud. La dalle de seuil (à l'ouest) et la dalle de chevet (à l'est) ont basculé à l'intérieur de la chambre. La table de couverture a glissé contre la paroi sud. Le dolmen ne comporte aucun couloir. La chambre ouvre au sud-ouest.
| Dalle                                    | Longueur | Hauteur | Épaisseur       |
| ---------------------------------------- | -------- | ------- | --------------- |
| Côté nord, dalle A                       | 1,60 m   | 1,20 m  | 0,30 m          |
| Côté nord, dalle B                       | 1,50 m   | 0,90 m  | 0,30 m          |
| Côté sud, dalle C                        | 1,15 m   | 0,15 m  | 0,20 m          |
| Côté sud, dalle D                        | 1,15 m   | 0,70 m  | 0,20 m          |
| Chevet                                   | 1,90 m   | 0,75 m  | 0,20 m          |
| Seuil                                    | 1,10 m   | 0,75 m  | 0,20 m          |
| Table de couverture                      | 2 m      | 1,50 m  | 0,30 m à 0,40 m |
| Données : Les dolmens du «Clau-deï-Meli» |          |         |                 |

Aucun tumulus n'est visible mais les vestiges d'une enceinte circulaire entourant le dolmen sont encore visibles. Cette enceinte mesure environ 6 m de diamètre. Elle n'est pas fermée côtés est et ouest.

### Dolmenno2
Presque entièrement détruit, il n'en demeure qu'une table de couverture et la paroi sud, mais son architecture générale est encore visible. C'est un édifice similaire au dolmen no 1 avec une chambre rectangulaire de 7 m de long pour moins de 4 m de large avant destruction. La paroi sud est constituée de deux grandes orthostates. De nombreuses autres dalles sont visibles pêle-mêle dedans et en dehors de la chambre, sans possibilité de connaître leurs emplacements initiaux. La chambre ouvre au sud-ouest. Aucune trace de tumulus n'est visible mais l'édifice est adossé à un petit talus côté nord-est.
| Dalle                                    | Longueur | Hauteur | Épaisseur |
| ---------------------------------------- | -------- | ------- | --------- |
| Côté sud, dalle A                        | 2 m      | 1,10 m  | 0,20 m    |
| Côté sud, dalle B                        | 1,90 m   | 1,20 m  | 0,20 m    |
| Table de couverture                      | 4 m      | 2,60 m  | 0,30 m    |
| Données : Les dolmens du «Clau-deï-Meli» |          |         |           |